# Sankt Florian
Sankt Florian is een gemeente in de Oostenrijkse deelstaat Opper-Oostenrijk, gelegen in het district Linz-Land (LL). De gemeente heeft ongeveer 6000 (2015) inwoners.

## Geografie
Sankt Florian heeft een oppervlakte van 44 km². Het ligt in het oosten van de deelstaat Opper-Oostenrijk, ten zuiden van de stad Linz.

## Bezienswaardigheid

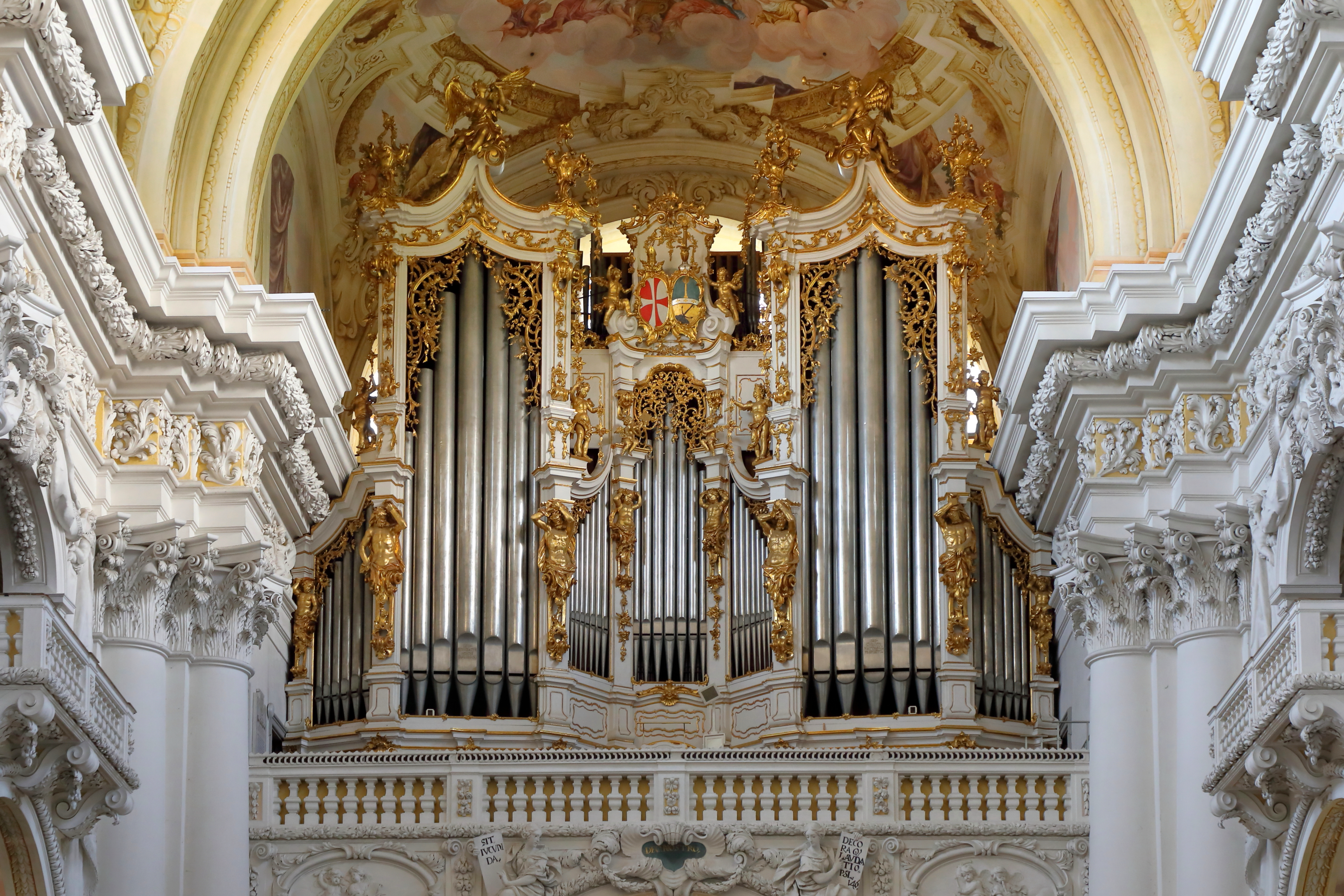
Het Brucknerorgel in Sankt Florian

De gemeente is vooral bekend om de abdij van Sankt Florian, een klooster van de reguliere kanunniken van Sint-Augustinus. De bijbehorende kloosterkerk is barok herbouwd door de Lombardische architect Carlo Antonio Carlone in de jaren 1686-1708. Na zijn overlijden werd Carlone's werk voortgezet door de Oostenrijkse architect Jakob Prandtauer.
De kerk heeft een overweldigend interieur met onder meer een rijkelijk bewerkte preekstoel, weelderig gedecoreerde koorbanken, een imposant hoogaltaar en een prachtig versierd orgel, het befaamde Brucknerorgel van de orgelbouwer Franz Xaver Krismann (1726–1795), dat door Anton Bruckner werd bespeeld. Bruckner verbleef tijdens zijn jeugd in het schoolinternaat van Sankt Florian en hij was hier organist van 1848 tot 1855. Hij ligt begraven in de crypte onder het orgel.
Het abdijcomplex bevat onder anderen een marmeren zaal, een trappenhuis, een schilderijenverzameling (14de-15de eeuw) en een kloostergang (met de romano-gotische toegang tot de kapittelzaal). De abdijbibliotheek kan bogen op een uitgebreide verzameling boeken.
Allhaming · Ansfelden · Asten · Eggendorf im Traunkreis · Enns · Hargelsberg · Hofkirchen im Traunkreis · Hörsching · Kematen an der Krems · Kirchberg-Thening · Kronstorf · Leonding · Neuhofen an der Krems · Niederneukirchen · Oftering · Pasching · Piberbach · Pucking · Sankt Florian · Sankt Marien · Traun · Wilhering
- Gemeinsame Normdatei: 4100532-6
- Library of Congress Control Number: n85259840
- MusicBrainz: ab073d94-999e-4e62-a57f-bb78440f565a
- Nationale Bibliotheek van Tsjechië: ge823560
- Nationale Bibliotheek van Israël: 987007564888505171
- Virtual International Authority File: 137278059